# شهدخوار پشت‌بنفش شرقی
شهدخوار پشت‌بنفش شرقی (به انگلیسی: Eastern violet-backed sunbird) نام یک گونه از تیره شهدخواران است.